# Teklivka, Krîjopil
Teklivka (în ucraineană Теклівка) este un sat în comuna Savciîne din raionul Krîjopil, regiunea Vinnița, Ucraina.

## Demografie
Componența lingvistică a localității Teklivka
     Ucraineană (98,11%)
     Rusă (1,89%)
Conform recensământului din 2001, majoritatea populației localității Teklivka era vorbitoare de ucraineană (98,11%), existând în minoritate și vorbitori de rusă (1,89%).